# 巴布亚新几内亚总督
巴布亚新几内亚是英联邦中实行议会制的独立主权国家。巴布亞新幾內亞國王查理三世为国家元首，但由於他並非常居國內，故須委任總督在國內替他行使職權，例如召開或解散國會、任命內閣等。
異於其他大英國協國家，君主並非根据总理提名任命总督，而由國民議會於上任任期最後三個月內召開會議提名。提名人需於會內獲簡單多數票才會被正式任命。（唯獨首任總督由前宗主國、時任澳洲總理高夫·惠特蘭向君主提名）若要連任多一屆，更須獲國會三分之二票數批准，但迄今未曾有總督連任。總督也可被罷免，但一般需由總理向國王提出，再由國王罷免。當總督被免或在任內死亡，國會議長將代職，直至新總督獲任命。

## 历任总督
| №  | 姓名 （生－卒）                                          | 任期           | 任期           | 備註                                                          | 備註 |
| №  | 姓名 （生－卒）                                          | 就任           | 離任           | 備註                                                          | 備註 |
| -- | -------------------------------------------------------- | -------------- | -------------- | ------------------------------------------------------------- | ---- |
| 1  | 约翰·吉斯爵士 （1914－1991）                             | 1975年9月6日   | 1977年3月1日   | 辭職參加競選。                                                |      |
| 2  | 托尔·洛科洛科爵士 （1930－2013）                         | 1977年3月1日   | 1983年3月1日   |                                                               |      |
| 3  | 金斯福德·迪貝拉爵士 （1932－2002）                       | 1983年3月1日   | 1989年3月1日   | 辭職。                                                        |      |
| 4  | 伊格內修斯·基拉基爵士 （1941－1989）                     | 1989年3月1日   | 1989年12月31日 | 任內逝世。                                                    |      |
| -  | 丹尼斯·揚 （Dennis Young） （1936-2008）                 | 1990年1月1日   | 1990年2月27日  | 代理總督。                                                    |      |
| 5  | 塞雷·艾里爵士 （1936－1993）                             | 1990年2月27日  | 1991年10月4日  | 總理建議女王指示下辭職                                        |      |
| -  | 丹尼斯·揚 （Dennis Young） （1936-2008）                 | 1991年10月4日  | 1991年11月18日 | 代理總督。                                                    |      |
| 6  | 維瓦·科羅維爵士 （Sir Wiwa Korowi） （b. 1948）          | 1991年11月18日 | 1997年11月20日 |                                                               |      |
| 7  | 西拉斯·阿托帕尔爵士 （Sir Silas Atopare） （1951－2021） | 1997年11月20日 | 2003年11月20日 |                                                               |      |
| -  | 比爾·斯卡特爵士 （Sir William Skate） （1952－2006）     | 2003年11月21日 | 2004年5月28日  | 国民议会議長代理總督。                                        |      |
| -  | 傑弗里·納普 （1964－2016）                               | 2004年5月28日  | 2004年6月29日  | 代理總督。                                                    |      |
| 8  | 保莱阿斯·马塔内爵士 （Sir Paulias Matane） （1931-2021） | 2004年6月29日  | 2010年12月13日 | 2004年5月27日国民议会選出（50-46）。                          |      |
| -  | 傑弗里·納普 （1964－2016）                               | 2010年12月13日 | 2010年12月20日 | 代理總督。                                                    |      |
| -  | 迈克尔·奥吉奥爵士 （1942－2017）                         | 2010年12月20日 | 2011年2月25日  | 代理總督。                                                    |      |
| 9  | 迈克尔·奥吉奥爵士 （1942－2017）                         | 2011年2月25日  | 2017年2月18日  | 2011年1月14日国民议会選出（65-23），任內逝世。                |      |
| -  | 西奧多·佐倫諾克 （b. 1965）                              | 2017年2月18日  | 2017年2月28日  | 代理總督。                                                    |      |
| 10 | 鲍勃·达达埃 （b. 1961）                                  | 2017年2月28日  | 現任           | 2017年2月1日国民议会選出（55-36）、2023年1月19日連任（71-33） |      |